# Ральф Лундстен
Ральф Лундстен (швед. Ralph Lundsten; 6 жовтня 1936 — 5 липня 2023) — шведський композитор, кінорежисер і художник.

## Біографія
Народився та виріс у місті Ернес, Норрботтен, на півночі Швеції, зараз живе в місті Нака на околиці Стокгольма. Там находиться його знаменита музична студія — Andromeda Studio. Лундстен придбав цей маєток 1970 року у напівзруйнованому стані, відреставрував і перетворив на унікальний будинок, що став однією з найцікавіших і незвичайних пам'яток цього передмістя Стокгольма.
У 1950-х Ральф Лундстен був одним з першопроходців електронної музики у Швеції.
Його пісня «Ut I Vida Världen» («Out in the Wide World») використовується міжнародною шведською радіостанцією «Radio Sweden International» і стала її візитною карточкою. Свого часу ця композиція була занесена в Книгу Рекордів Гіннеса як найчастіше відтворювана мелодія у світі.

## Брав участь у фільмах
- «Som hon bäddar får han ligga» (1970) — композитор.
- «Love Is War» (1970) — композитор.
- «Exponerad» (1971) — композитор.
- «Thriller — en grym film» (1973) — композитор.
- «Breaking Point» (1975) — композитор.
- «Elvis! Elvis!» (1976) — композитор.
- «Gå på vattnet om du kan» (1979) — композитор.
- «Kvindesind» (1980) — композитор.
- «Flygnivå 450» (1980) — композитор.
- «Tulevaisuus ei ole entisensä» (2002) — грає самого себе.
- «Hans Arnold — Penselns Häxmästare» (2019) — грає самого себе, композитор[7]